# 王宮 (プノンペン)

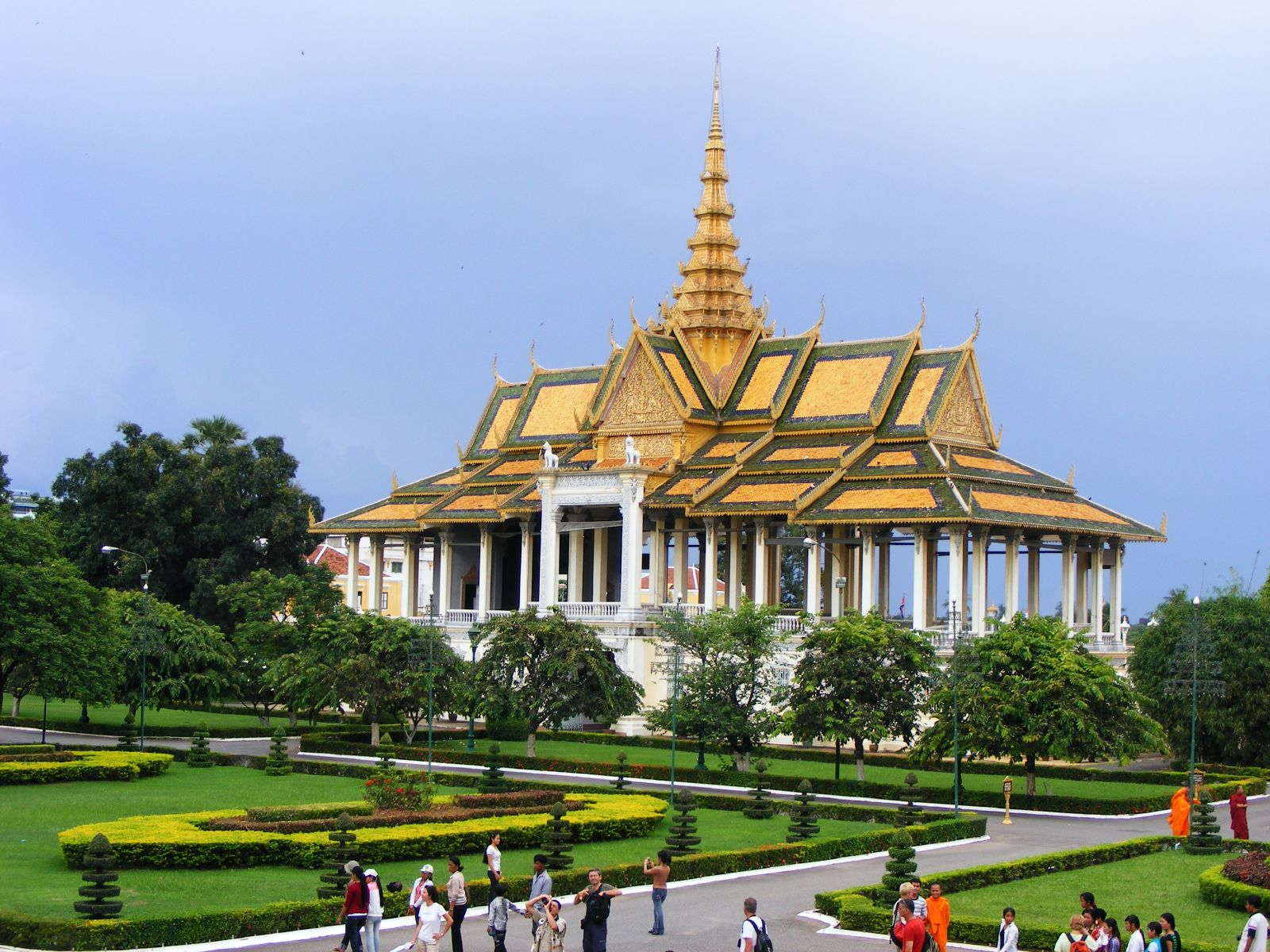
王宮正門

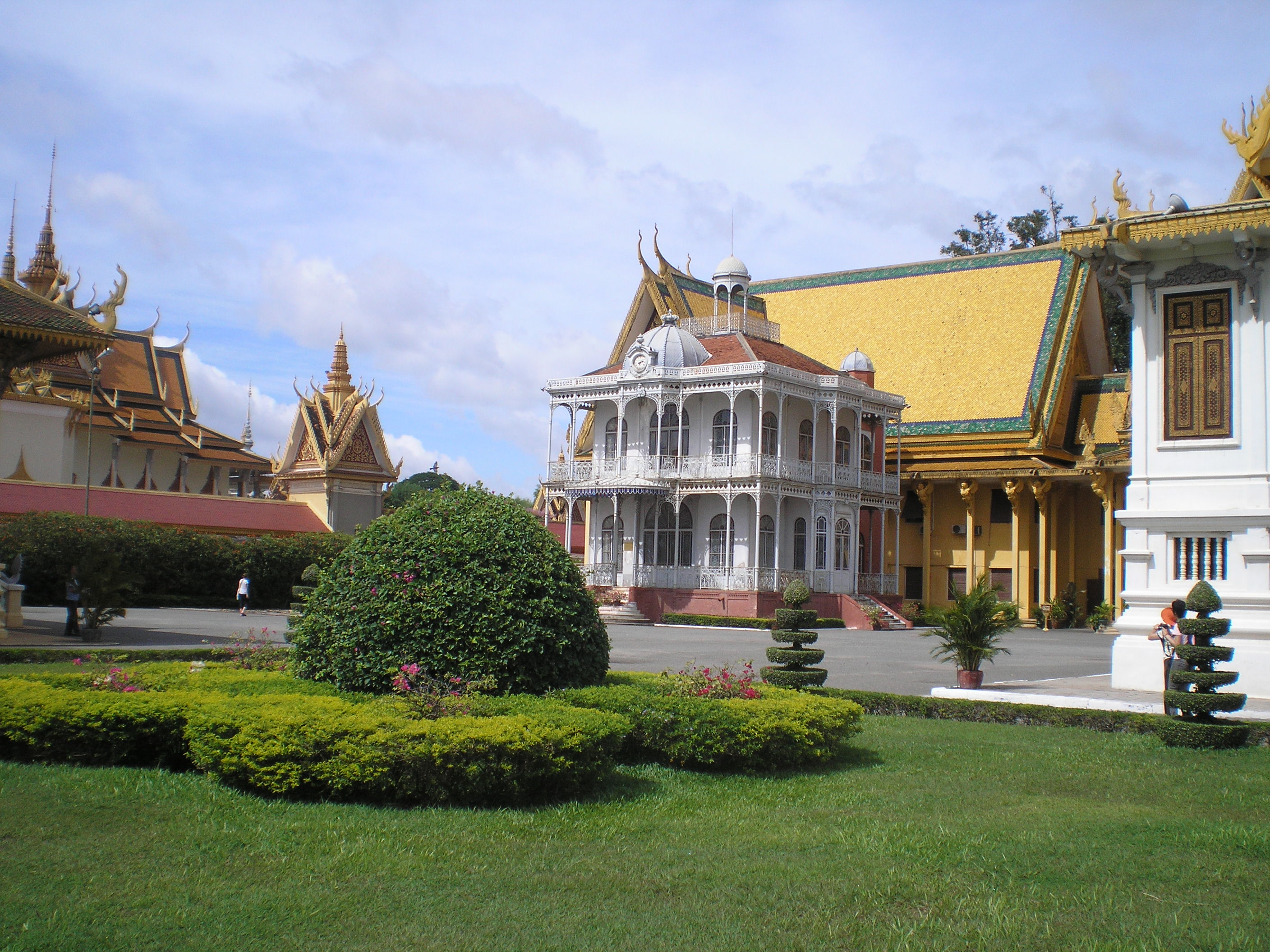
歴史資料館

王宮（おうきゅう、クメール語: ព្រះបរមរាជាវាំងនៃរាជាណាចក្រកម្ពុជា , Preah Barum Reacha Veak Nei Preah Reacha Nayeak Kampuchea）は、カンボジア王国のプノンペンに位置する国王の居住地（宮殿）である。僅かな一部の区域しか公開されていない。
1866年、ウドンからプノンペンへの遷都に伴い建設。